# Phytometra laccata
Phytometra laccata är en fjärilsart som beskrevs av Giovanni Antonio Scopoli 1763. Phytometra laccata ingår i släktet Phytometra och familjen nattflyn. Inga underarter finns listade i Catalogue of Life.